# Klinično preskušanje
Klinično preskušanje je klinična študija (raziskava), s katero na bolnikih ali zdravih prostovoljcih preskušajo učinkovitost in varnost zdravila ali drugega medicinskega izdelka oziroma postopka. Klinična preskušanja se izvajajo z namenom strokovnega ovrednotenja zdravila/postopka ter iskanja boljših načinov zdravljenja bolnikov.

## Klinično preskušanje zdravil
Vsa klinična preskušanja zdravila, vključno s študijami o biološki uporabnosti in bioekvivalenci, se načrtujejo in izvajajo ter se o njih poroča v skladu z načeli dobre klinične prakse. Klinično preskušanje zdravila mora tudi ustrezati sodobnim znanstvenim dosežkom. Biti mora znanstveno utemeljeno in vodeno po etičnih načelih v skladu s Helsinško deklaracijo o biomedicinskem preskušanju na ljudeh iz leta 1964. Pravice, varnost in dobrobit preizkušanca imajo prednost pred interesi znanosti in družbe. Izvaja se lahko samo, če so bile pričakovane koristi pri zdravljenju preizkušanca oziroma bolnikov primerjane s predvidljivim tveganjem in je bilo ugotovljeno razmerje prepoznano kot ugodno. Vsi podatki o kliničnem preskušanju zdravila se morajo zapisovati, obdelovati in shranjevati tako, da je njihova verodostojnost zagotovljena, pri čemer ostane zagotovljena zaupnost podatkov preizkušancev. Zagotoviti je treba vse razpoložljive neklinične in klinične podatke o zdravilu v kliničnem preskušanju. Vsak posameznik, vključen v izvajanje kliničnega preskušanja zdravila, mora imeti ustrezno izobrazbo, izkušnje in strokovno usposobljenost.

### Faze kliničnega preskušanja
Klinične študije novih zdravil po navadi razdelimo v 4 faze: od I do IV. Vsaka faza posebej se obravnava kot ločeno klinično preskušanje. Zdravilo preide vse faze preskušanja običajno v roku več let. Če so rezultati faz I, II in III uspešni (zdravilo se izkaže kot varno in učinkovito), lahko načeloma pridobi dovoljenje za promet z zdravilom. Po tem potekajo nadaljnja klinična preskušanja; govorimo o fazi IV. Gre za tako imenovana preskušanja v obdobju trženja (po utrženju) ali postmarketinške raziskave.
Preden pa lahko zdravilo sploh gre v klinično preskušanje, morajo biti izvedene predklinične študije, kjer ugotavljajo in vitro (v umetnem okolju, npr. v epruveti) in in vivo (na živalih ali celičnih kulturah) preliminarne rezultate učinkovitosti, toksičnosti in farmakokinetike. 
|  | Faza | Preskušane osebe         | Trajanje                | Glavni namen |
|  | 0    | okoli 10–15              | nekaj tednov            | farmakokinetika, farmakodinamika, preskusi s subterapevtskimi odmerki                                                                     |
|  | I    | okoli 20–80              | nekaj tednov            | farmakokinetika, farmakodinamika, prenašanje zdravila, varnost                                                                            |
|  | II   | okoli 50–200             | nekaj tednov do mesecev | preverjanje terapevtskega koncepta (faza IIa), določitev ustreznega odmerjanja (faza IIb), vidni naj bi bili pozitivni učinki zdravljenja |
|  | III  | okoli 200–10.000         | več mesecev do let      | statistično značilno dokazana učinkovitost                                                                                                |
|  | IV   | od 1000 do več milijonov | leta                    | uspešnost že dovoljenega zdravila za dovoljene indikacije, ugotavljanje redkih neželenih učinkov                                          |